# Pelalo
Pelalo is een bestuurslaag in het regentschap Rejang Lebong van de provincie Bengkulu, Indonesië. Pelalo telt 1658 inwoners (volkstelling 2010).